# 拜訪號
拜訪號，是蘭嶼近代最大型的一艘拼板舟，是為紀念中華民國建國一百年，由東清部落建造的。2011年，拜訪號從蘭嶼出發，歷經18天的航程後抵達台北市大佳河濱公園碼頭。

## 名稱
船名「si mangavang」，意思是拜訪、分享、探索。

## 歷史
2010年，時任內政部部長的江宜樺去蘭嶼旅遊時與時任蘭嶼鄉長江多利討論建國百年慶祝活動事宜時制定了造大船划到台灣的計畫。但由於傳統上製作10人以上的大船被視為禁忌，因此部落耆老要求船主必須由漢人來擔任，以避免雅美族人觸犯傳統的禁忌。2011年6月25日舉行大船下水儀式後，在6月29日出發前往台灣，歷經18天的航程後抵達大佳河濱公園。
2012年，拜訪號於臺東縣舉辦的南島文化藝術節中，再次從蘭嶼划向臺東。
拜訪號後來被典藏在海洋國家公園管理處8年，2019年時移至屏東縣瑪家鄉原住民族文化園區中開放展覽。

## 構造
由於蘭嶼缺乏筆直的11公尺長的臺東番龍眼樹，因此主龍骨是從屏東縣取得。拜訪號為一艘蘭嶼達悟族的拼板舟，但設計較傳統最多10人的拼板舟要大，截至2024年為全台灣最大的拼板舟，共有9對槳，可乘坐18人。

## 爭議
部分人士批評，由漢人當船主，找外地人拋船，有違傳統。

## 外部連結
- 拜訪號 Si Mangavang 船板樹種結構圖
- 蘭嶼大船拜訪號(Si Mangavang)史料蒐集計畫